# Pseudojuloides inornatus
Pseudojuloides inornatus är en fiskart som först beskrevs av Gilbert, 1890.  Pseudojuloides inornatus ingår i släktet Pseudojuloides och familjen läppfiskar. Inga underarter finns listade i Catalogue of Life.